# Trichogramma distinctum
Trichogramma distinctum är en stekelart som beskrevs av Zucchi 1988. Trichogramma distinctum ingår i släktet Trichogramma och familjen hårstrimsteklar. Inga underarter finns listade i Catalogue of Life.